# Peter Fiebag
Peter Fiebag est un auteur allemand écrivant des livres consacrés à l'ésotérisme, aux extra-terrestres et à la pseudoscience. Il est né en 1958 et est apparu dans plusieurs épisodes de la série Ancient Aliens.
Il est le frère cadet de l'ufologue Johannes Fiebag (de).

## Biographie
Peter Fiebag a étudié la philologie, l'économie et des cours de communications à l'Université de Göttingen. Ses études linguistiques l'ont amené à s'intéresser à la civilisation maya. Peter a commencé sa carrière d'écrivain en 1983 et a publié de nombreux ouvrages sur les thèmes de la anciens astronautes, de la vie extraterrestre, des ovnis et d'autres théories. Ses travaux ont été publiés dans plus de 20 langues.

## Publications (sélection)
- Die Entdeckung de la sainte Grals. John Fisch Verlag, Luxembourg 1983; Goldmann Verlag, Munich 1998 (avec Johannes Fiebag)
- Aus den Tiefen des Alls Ullstein Verlag, Munich 1985/1995 (avec Johannes Fiebag)
- Himmelszeichen. Goldmann Verlag, Munich 1992 (avec Johannes Fiebag)
- Gesandte des Alls. Dortmund 1993 (avec Johannes Fiebag & Hans-Werner Sachmann)
- Der Götterplan. Ausserirdische Zeugnisse bei Maya und Hopi. Die Maya-Hieroglyphen entziffert! Langen Müller Verlag, München 1995,  (ISBN 3-7844-2533-X) .
- Zeichen am Himmel. Ullstein-Verlag, Berlin 1995,  (ISBN 3-548-35683-4).
- Zeitreise zur Apokalypse. Econ Verlag, Düsseldorf 1997,  (ISBN 3-612-26303-X) .
- Geheimnisse der Naturvôlker. Götterzeichen, Totenkulte, Sternenmythen. Kosmische Rituale auf Sulawesi und in den Anden . Langen Müller Verlag, Munich 1999,  (ISBN 3-7844-2726-X) .
- Artus, Avalon und der Gral Tosa Verlag, Vienne 2001,  (ISBN 3-85492-210-8).
- Rätselhafte Phänomene. Knaur Verlag, Munich 2001
- Mysterien des Westens. Knaur Verlag, Munich 2002,  (ISBN 3-426-66468-2) . (Avec Elmar R. Gruber & Rainer Holbe)
- Mysterien des Altertums. Knaur Verlag de Munich 2002,  (ISBN 3-426-66469-0) . (Avec Elmar R. Gruber & Rainer Holbe)
- Mysterien des Ostens. Knaur Verlag, Munich 2003,  (ISBN 3-426-66474-7) . (Avec Elmar R. Gruber & Rainer Holbe)
- Magische Kraftorte. Knaur Verlag, Munich 2003,  (ISBN 3-426-66475-5) . (Avec Elmar R. Gruber & Rainer Holbe)
- Geheime Botschaften. Knaur Verlag, Munich 2003,  (ISBN 3-426-66476-3) . (Avec Elmar R. Gruber & Rainer Holbe)
- Diálogos com outros Mundos. Circulo Leitores. Madrid 2004 (avec Elmar R. Gruber & Rainer Holbe)
- Mystica, Weltbild Verlag, Augsburg 2005,  (ISBN 3-8289-0804-7) . (Avec Elmar R. Gruber & Rainer Holbe)
- Der flugzeuge Pharaonen. Kopp-Verlag, Rottenburg 2004,  (ISBN 3-930219-80-8) . (Avec Algund Eenboom & Peter Belting)
- Visionen der Zukunft. Kopp-Verlag, Rottenburg 2006,  (ISBN 3-938516-25-9).
- Das Gralsgeheimnis Herbig-Verlag, Munich 2006,  (ISBN 3-7766-2474-4) . (Avec Johannes Fiebag)